# Kvarnerić
A Kvarnerić egy tengeri átjáró Horvátországban, az Adriai-tengerben, a Kvarner része.

## Leírása
A Kvarnerićet nyugaton Cres és Lošinj, keleten Krk, Rab és Pag, délen Olib és Silba szigetei határolják. Körülbelül 60 km hosszú, 25 km széles és 95 m mély. A Fiumei-öböllel a Srednja vrata, a nyílt tengerrel a Kvarnerić vrata, a Grguri-, a Rabi- és a Pagi-csatornákkal a Senjska vrata, a Velebit-csatornával és a Vir-tengerrel a Pohlibi-, az Olibi- és a Silbai-csatornák kötik össze. A Kvarnerić a legrövidebb vízi út Fiumétól az Adriai-tengerre. A Kvarnerić partján Krk és Rab kikötői találhatók.

## Éghajlata
Ezt a területet sokkal inkább a tengeri éghajlat jellemzi, mint a Fiumei-öblöt, mert nyitottabb az Adria többi része felé. Ezért a levegő hőmérséklete az év hidegebb részében jobban hasonlít a nyílt tengerére, vagyis valamivel magasabb, mint a tengerparton. Nyáron a tenger jótékonyan frissítő hatású, ezért némileg csökkenti a levegő hőmérsékletét a melegebb tengerparti zónához képest. A szelek közül minden bizonnyal a bóra tűnik ki erejével és gyakoriságával, amely az év hidegebb részében fúj legerősebben. Szintén ősztől tavaszig nagyon gyakori a déli szél, majdnem olyan gyakori, mint a bóra. Nyáron gyenge, ritkán mérsékelt misztrál fordul elő.

## Fordítás
Ez a szócikk részben vagy egészben  a   Kvarnerić című horvát Wikipédia-szócikk ezen változatának fordításán alapul.  Az eredeti cikk szerkesztőit annak laptörténete sorolja fel. Ez a jelzés csupán a megfogalmazás eredetét és a szerzői jogokat jelzi, nem szolgál a cikkben szereplő információk forrásmegjelöléseként.